# اغيرا (نيسر اغيرا)
اغيرا هو دُوَّار يقع بجماعة تڭموت، إقليم طاطا، جهة سوس ماسة في المملكة المغربية. ينتمي الدوّار لمشيخة نيسر اغيرا التي تضم 8 دواوير. يقدر عدد سكانه بـ 373 نسمة حسب الإحصاء الرسمي للسكان والسكنى لسنة 2004.

## روابط خارجية
- البوابة الوطنية للجماعات الترابية
- المندوبية السامية للتخطيط